# Сент Стивен (Јужна Каролина)
Сент Стивен (енгл. St. Stephen) град је у америчкој савезној држави Јужна Каролина.

## Демографија
По попису из 2010. године број становника је 1.697, што је 79 (-4,4%) становника мање него 2000. године.
| Група             | 2000.         | 2010.       |
| Белци             | 697 (39,2%)   | 691 (40,7%) |
| Афроамериканци    | 1.034 (58,2%) | 940 (55,4%) |
| Азијати           | 2 (0,1%)      | 1 (0,1%)    |
| Хиспаноамериканци | 27 (1,5%)     | 38 (2,2%)   |
| Укупно            | 1.776         | 1.697       |